# Tom Kelly’s Music Factory
Tom Kelly’s Music Factory ist eine Schweizer Band um den Musiker Tom Kelly. Das Spektrum ihrer Musik reicht von Chillout über Pop zu Funk und Trance bis hin zu klassischem Rock.

## Geschichte
Kelly war zunächst 1980/81 mit der Tom Kelly Band als singender Frontmann in der Schweiz und im nahen Ausland unterwegs, Mitte der 1990er Jahre folgte die Gruppe Liars Dance. In dieser Zeit absolvierte er obendrein mit Tom Kelly & Friends in unregelmässigen Abständen immer wieder Auftritte. Neun Jahre nach seinem letzten Album, Mystery Tales (1996) von Liars Dance, veröffentlichte Kelly in Zusammenarbeit mit Armand Volker 2005 Sciopadroxiu, eine Instrumental-CD, die erste unter dem Bandnamen Tom Kelly’s Music Factory. Ab 2007 veröffentlichte das Team Kelly/Volker weitere Alben wie Nights & Pearls (2007), Leaving the Past (2008), Pictures of Nature (2009) und True Color City (2013). Im August 2019 erschien eine 12-CD-Box mit allen bis dahin veröffentlichten Alben und im Mai 2020 das 13. offizielle Album Somewhere In the Landscape. Nach zwei weiteren Alben erschien im April 2022 das Album What I Care About mit Coversongs von Greenslade, Pink Floyd, Procol Harum, Titanic, Genesis, Bee Gees, Sting, Bruce Springsteen, Santana, Ten Years After, King Crimson und Uriah Heep, klassisch orchestriert und instrumental umgesetzt.

## Diskographie
In Klammern das Veröffentlichungsdatum:

### Alben
- Sciopadroxiu (12. August 2005)
- Nights & Pearls (31. Januar 2007)
- Leaving the Past (15. Februar 2008)
- Anthology (31. August 2008)
- Pictures of Nature (27. April 2009)
- True Color City (1. März 2013)
- Mysterious Times (4. April 2014)
- Anthology II (4. April 2014)
- Singles TKMF (1. Mai 2014)
- 6*(Originals/x)+y=76 (Six Originals Albums) (15. September 2014)
- Silent Majority (20. Januar 2015)
- Dawn ’Til Dusk (31. Januar 2016)
- Desperation In Paradise (9. November 2016)
- Leak In Silence (15. September 2017)
- Innocent Fairytales (24. August 2018)
- Between the Islands (15. April 2019)
- The Complete Collection 2005–2019 (12 CD-Box) (10. August 2019)
- Anthology IV (30. September 2019)
- Chill Out Drops (3. Februar 2020)
- Somewhere In the Landscape (4. Mai 2020)
- Memories & Shades (4. Januar 2021)
- Graceful Dancers (26. Oktober 2021)
- What I Care About (4. April 2022)
- Anthology 5 (1. Juni 2022)
- Some Kind of Journey (16. Mai 2023)
- Ancient Square (24. Mai 2024)

### EPs und Singles
- Scream for Love - EP (17. Oktober 2005)
- Scream for Love - Single (17. Oktober 2005)
- Waiting for a While - Single (1. November 2005)
- Chill Out Drops - EP (15. März 2006)
- Theme from P.A. - Single & EP (25. Oktober 2006)
- Crimson Tide - Single & EP (15. Dezember 2006)
- Autumn Lake - Single (10. Januar 2008)
- I Suppose We Could ... - Single (31. Januar 2008)
- Encourage - Single (2. März 2009)
- Land of Nowhere - Single (30. März 2009)
- The Story from the Golden Eagle - Single (13. April 2009)
- Children’s Anthem - Single (15. April 2009)
- Mariana - Single (18. Juni 2009)
- Blue Garden - Single (1. April 2013)
- Sun In the Rain - Single (28. Februar 2014)
- The Dragon of Macun - Single (26. Oktober 2015)
- Desperation In Paradise - Single (25. August 2016)
- Shapes In the Pillow & Disorder and Confusion - Single (1. Juni 2017)
- Sand Running Through My Hands - Single (30. November 2017)
- Sand Running Through My Hands - EP (4. April 2018)
- She’s Waiting for Scarlet - Single (2. März 2018)
- What Happened Inbetween? - Single (18. Mai 2018)
- Balance of Emotions - Single (11. Februar 2019)
- Clean Up the Streets! - Single (25. März 2019)
- Mariana: One of the Most Beautiful Angels Is Back In Heaven (Remix / Single) (17. Oktober 2020)
- Driving Back to the City - Single (21. Juni 2021)
- Imaginary Ocean - Single (24. Februar 2023)
- Fortunate Circumstances - Single (26. Oktober 2023)